# Gnomidolon biarcuatum
Gnomidolon biarcuatum là một loài bọ cánh cứng trong họ Cerambycidae.